# Tian Tian (Schachspielerin)
Tian Tian (chinesisch 田甜, Pinyin Tián Tián; * 25. März 1983 in Chongqing) ist eine chinesische Schachspielerin.
Trainiert wurde sie von Ji Yungi, einem Schachlehrer des Chess Centers in Qingdao.
Von 1999 bis 2002 spielte sie Schach in Ungarn, wo sie regelmäßig an Turnieren und Jugendmannschaftsmeisterschaften teilnahm. Im Jahr 2002 wurde sie zuerst Internationaler Meister der Frauen (WIM) und dann Großmeister der Frauen (WGM). Die Normen für ihren WGM-Titel erzielte sie beim First Saturday IM-Turnier im November 2001 und beim First Saturday IM B-Turnier im Dezember 2001, beide in Budapest. Ihre Elo-Zahl beträgt 2068 (Stand: Februar 2025), ihre bisher höchste Elo-Zahl lag bei 2355 von Juli bis Dezember 2001. Sie war damals Zehnte der chinesischen Frauenrangliste.
In der chinesischen Mannschaftsmeisterschaft spielte Tian Tian 2005, 2006, 2011 und 2013 für Chongqing Mobile, 2007 für Wuxi Tiancheng Real Estate.